# Andreas Kupfer
Andreas Kupfer (7 de maig de 1914 - 30 d'abril de 2001) fou un futbolista alemany de la dècada de 1940.
Fou 44 cops internacional amb la selecció alemanya amb la qual participà en la Copa del Món de futbol de 1938.
Pel que fa a clubs, defensà els colors de VfR 07 Schweinfurt i 1. FC Schweinfurt 05.